# 27 Down
27 Down (Hindi सत्ताइस डाउन sattāis ḍāun) ist ein indischer Spielfilm von Awtar Krishna Kaul aus dem Jahr 1974. Er basiert auf dem Hindi-Roman „Athara Sooraj Ke Paudhe“ von Ramesh Bakshi.

## Handlung
Sanjay fährt als Bahnbediensteter mit dem Zug quer durchs Land und sinniert über sein Leben.
Er stammt aus Bhusawal im Norden Maharashtras. In seiner Kindheit ist er von der Eisenbahn begeistert – er spielt auf Gleisen und in alten Eisenbahnwagons. Sein Vater ist Lokführer, kann aber seinen Beruf nach einem schweren Unfall nicht mehr ausüben. Sanjay entwickelt jedoch künstlerische Ambitionen und geht in Bombay auf die renommierte Kunsthochschule Sir J. J. School of Art. Dort ignoriert er die Ratschläge, die ihm sein inzwischen verwitweter Vater schreibt. Doch kurz vor Abschluss seines Studiums kann sich Sanjay dem Drängen seines Vaters nicht erwehren, endlich einer Arbeit nachzugehen und bei der indischen Eisenbahn als Zugbegleiter zu arbeiten.
Sanjay fährt aus Bequemlichkeit auch außerhalb seiner Dienstzeit in den Zügen umher, wo er freie Verpflegung genießt, statt in den Eisenbahnerunterkünften abzusteigen. Er lernt dabei die Pendlerin Shalini kennen, die bei der staatlichen Life Insurance Corporation of India arbeitet und mit ihrem Einkommen ihren Großvater und ihre jüngeren Geschwister versorgt wie er seinen Vater. Beide gehen häufig miteinander aus und haben eine romantische Beziehung, doch bei einem gemeinsamen Besuch bei ihrer Familie verleugnet sie die Beziehung zu Sanjay und stellt ihn als Kollegen vor.
Als Sanjays Vater durch den Eisenbahnerkollegen Bhavu von der Beziehung seines Sohnes erfährt, lässt er Sanjay unter dem Vorwand krank zu sein zu sich nach Bhusawal kommen. Er hat bereits Sanjays Hochzeit mit einem Bauernmädchen aus dem Dorf Ramwadi arrangiert. Vier Büffel gibt es als Mitgift, doch die können die intellektuellen Differenzen der beiden nicht kaschieren. Angestachelt durch Bhavu wird Sanjays Frau immer eifersüchtiger auf die frühere Geliebte, bis die Ehe scheitert.
Als er Shalini in Bombay wiedertrifft, muss er feststellen, dass sie nicht mehr an die gemeinsame Zeit anknüpfen können. Sanjay flieht vor der Realität im Zug nach Varanasi und streift durch die Stadt, bis er am Abend bei einer Prostituierten landet. Er kehrt zurück nach Ramwadi, aber seine Frau und die Umstände haben sich nicht verändert. Sanjay ist angeekelt von seiner stupiden Frau und besucht wieder Shalini, der er vorschlägt noch einmal von vorn zu beginnen. Sie verabredet sich mit ihm für den nächsten Tag abends um fünf auf dem Bahnsteig, aber erscheint nicht am Treffpunkt.

## Auszeichnungen
Der Regisseur wurde beim Internationalen Filmfestival von Locarno 1974 mit dem Preis der Ökumenischen Jury ausgezeichnet. Der Kameramann Apurba Kishore Bir erhielt den Preis für die beste Kamera bei den National Film Awards 1973, Kaul wurde als Regisseur und Produzent postum mit dem National Film Award für den besten Hindi-Film geehrt.

## Kritik
Das Zugmotiv dominiert die kontrastreichen Bilder des Films und schafft eine klassische Aufsicht-Aufnahme eines leeren Bahnsteigs, der sich innerhalb von Sekunden mit tausenden Pendlern füllt.